# Blepharicera ostensackeni
Blepharicera ostensackeni är en tvåvingeart som beskrevs av Kellogg 1903. Blepharicera ostensackeni ingår i släktet Blepharicera och familjen Blephariceridae. Inga underarter finns listade i Catalogue of Life.